# 樊梨花
樊 梨花（はん りか）は、中国文学に登場する架空の登場人物。中国四大女傑の一人とされる。薛丁山の妻。
中国では様々な文学作品や京劇、テレビドラマなどで数多く題材とされているが、日本語に翻訳されたものがないため、日本における知名度は低い。

## 概要
寒江関を守る西涼の将軍の樊洪の娘であったが、唐の名将薛仁貴の子の薛丁山に恋をし、唐に投降して薛丁山と結婚した。
その後、薛家のために活躍し、唐の討西大元帥として、夫の薛丁山などを従えて活躍する。

## 登場する作品
・書籍
　「説唐三伝」「異説後唐三集薛丁山征西樊梨花全伝」「薛丁山征西」等
・京劇等
　「馬上縁」「三休樊梨花」「三趕樊梨花」「扎脚樊梨花」等
・テレビドラマ
　「烽火奇遇結良縁（英語：Lady Fan）」「移山倒海樊梨花」「大唐女将樊梨花（英語：Legend of Fan Liwa）」等